# 菅沼赫
菅沼 赫（すがぬま かく、1929年1月24日 - ）は、日本の俳優。東京都北区出身。旧芸名は菅沼 赫二。本名は滝口 角治。

## 来歴・人物
旧制神奈川県立平塚工業学校（現：神奈川県立平塚工科高等学校）、舞台芸術学院卒業（2期生）。
山本安英の「ぶどうの会」、天知プロゼを経て「劇団造型」を主宰。

## 出演作品

### テレビドラマ
NHK
- 事件記者（NHK、1958年 - 1966年）
- あすをつげる鐘（NHK、1961年)　- 第2話
- ものしり博士（NHK、1961年 - 1969年）
- 大河ドラマ
  - 「国盗り物語」（1973年） - 稲葉一鉄→稲葉良通
  - 「風と雲と虹と」（1976年） - 右兵衛府の侍
  - 「花神」（1977年） - 宿の番頭
  - 「獅子の時代」（1980年） - 傍の男
- 少年ドラマシリーズ
  - 「なぞの転校生」（NHK、1975年） - 管理人
  - 「ぼくとマリの時間旅行」 第2話「江戸の一ツ目小僧」（1980年8月13日） - 町人
- 土曜ドラマ
  - 「男たちの旅路」（NHK、1977年） - 第3部 第2話　- 野田
  - 「松本清張シリーズ・天才画の女」（NHK、1980年） - 車掌
- 水曜時代劇 「御宿かわせみ」（NHK、1980年 - 1981年） - 第3話
- ドラマ人間模様 「夢千代日記」（NHK、1981年） - お客

NTV
- 右門捕物帖（NTV、1969年 - 1970年）
- 火曜日の女シリーズ 花は見ていた（1971年、ユニオン映画）
- 太陽にほえろ!（NTV、1972年 - 1986年） - 第98話「手錠」
- 伝七捕物帳 第106話「文治一番手柄」（1976年） - 番頭
- 大追跡（NTV、1978年） - 第25話
- 熱中時代・刑事編 第17話「熱中刑事vs幽霊泥棒」（1979年） - 岩崎一平

TBS
- 帰ってきたウルトラマン（TBS、1971年） -　第20話 - 地球防衛庁 宇宙研究部係官
- すし屋のケンちゃん（TBS、1971年 - 1972年）
- なんたって18歳!（TBS、1971年 - 1972年） - 第15話
- 隠密剣士 突っ走れ! 第7話「鉄仮面を断つ信太郎」（1974年） - 木猿
- Gメン'75（TBS） 第285話「満月の夜 女の血を吸う男」（1980年）−警官
- 淋しいのはお前だけじゃない（TBS、1982年） - 第5話

フジ
- 日曜恐怖シリーズ（フジ、1978年 - 1979年） - 79年分第2回
- 同心暁蘭之介（フジ、1981年 - 1982年） - 第26話
- 旅がらす事件帖（関西テレビ、1981年） - 第16話

テレ朝
- ドキュメンタリードラマ　指名手配（NET、1960年 - 1962年） - 第16話
- 素浪人 花山大吉（NET、1969年）
- 鬼平犯科帳（NET、1969年）第16話「駿州宇津谷峠」（1970年） - 徳治
- 大忠臣蔵（NET、1971年） -　第7話
- 特別機動捜査隊（NET / 東映）第678話「追いつめられた群」（1974年） - 小野崎
- 土曜ワイド劇場 江戸川乱歩の美女シリーズ（ANB、1977年 - 1985年）
- 若さま侍捕物帳（ANB、1978年）　-　第15話
- ザ・ハングマン（テレ朝、1980年 - 1981年） - 第6話・第38話
- 特捜最前線（テレ朝、1977年 - 1987年） - 第92話

テレビ東京
- 女殺し屋 花笠お竜（12チャンネル、1969年） - 第8話・第22話

### 舞台
- 小林一茶
- 宮本武蔵（小林太郎左衛門）

### テレビアニメ
- ドカベン（1977年 - 1979年） - 理事長、ダンさん、校長、教頭
- うる星やつら（1982年）
- ハロー!サンディベル（1981年）

### 吹き替え

#### 洋画
- 007 ダイヤモンドは永遠に（保安官〈ロイ・ホリス〉）※TBS版1
- 爆走!キャノンボール（ペニー〈ディック・ミラー〉）

#### ドラマ
- 海底大戦争スティングレイ 恐怖の魚雷（マゴジラ）